# 七尾短期大学
七尾短期大学（ななおたんきだいがく、英語: Nanao College）は、石川県七尾市藤橋町西部1番地に本部を置いていた私立短期大学である。1988年に設置され、2004年に廃止された。大学の略称は七短（ななたん）。

## 概要

### 大学全体
- 石川県七尾市に所在した日本の私立短期大学で、設置主体は学校法人七尾短期大学[注釈 1]。
- 1988年に経営情報学科のみの1学科、入学定員150名体制で開学[4]。
- 能登唯一の高等教育機関として石川県、七尾市、商工会議所などが20億円を投じて、経営情報学科（定員300人）で創設した。1993年には397人[注 1]が在学したが、1996年より定員割れとなった[注 2]。留学生の受入れで学生を確保しようとしたが、2001年に中国人留学生14人が集団失踪したことから、名古屋入国管理局が中国人留学生の入学を認めなくなり、学生数の減少によって経営が悪化し、2004年3月末に閉校した。最終年度の卒業生は、留学生14人を含む29人であった。16年間で約1700人が卒業している。
- 学校法人は解散し、校舎、敷地は石川県と七尾市に寄付することとなった[11]。跡地は、国際医療福祉専門学校七尾校となっている[12]。

### 教育および研究
- 経営情報をベースとした専門教育が行われ、観光開発・情報管理・経営実務の各コースがあった。アメリカでの語学研修が行われていた。

### 学風および特色
- 七尾短期大学は私立短大であるが、厳密には石川県・七尾市・鹿島郡6町など公私の協力もあったため、事実上は公設民営方式となっていた。
- 留学生の受入れや国際交流も盛んに行われていた。
- 「青柏祭」など地元のイベントに学生参加していた。

## 沿革
- 1986年
  - 6月 七尾短期大学の設立に向けた準備を行う[13]。
  - 7月30日 設置許可の申請を文部省[注 3]に申請する[14]。
  - 10月 1988年の開学を計画する[15]。
- 1987年
  - 12月23日 左記を以て文部省[注 4]より短期大学の設置が認可される[注 5]。
- 1988年
  - 4月1日 七尾短期大学が以下の学科体制にて開学する。
    - 経営情報学科 入学定員150名

  - 4月12日 開校[18]。
  - 5月1日 学生数[19]/定員
    - 経営情報学科 195[注 6]/150[20]
- 2002年
  - 4月1日 この年度で学生募集を終了[注 7]。
- 2004年
  - 11月26日 左記をもって廃止承認される[22]。

## 基礎データ

### 所在地
- 石川県七尾市藤橋町西部1番地[注釈 2]

### 象徴
- 大学歌および学旗は1990年に制定された。

## 教育および研究

### 組織

#### 学科
- 経営情報学科 入学定員150名[注 8]

#### 取得資格について
- 旅行業務取扱主任者・日商ワープロ検定・日商簿記検定などの合格支援を行っていた。

#### 研究
- 『七尾論叢』[24]

## 学生生活

### 部活動・クラブ活動・サークル活動
- 七尾短期大学で活動していたクラブ活動
  - 体育系：野球・バスケットボール・バレーボール・サッカー・ゴルフ・第1回北陸３県学生ゴルフ選手権大会優勝ほか
  - 文化系：英会話・太鼓・華道ほか

### スポーツ
- 北陸三県私立短期大学体育大会に参加していた

## 大学関係者と組織

### 大学関係者組織
- 七尾短期大学には保護者組織があり、「青柏会」と呼ばれていた

### 大学関係者一覧

#### 大学関係者
歴代学長
- 植村元覺：1988年4月 -
- 鈴木透：1992年4月 -
- 森淳一：1993年4月 -
- 高橋克嘉：1999年4月 -

教員
- 倉島千徳[25]

## 施設

### キャンパス
- 設備：図書館・体育館・学生食堂ほか

## 対外関係

### 関係校
- 小松短期大学

### 系列校
- 金沢星稜大学
- 星稜女子短期大学

## 社会との関わり
- 「石川県民大学校」や「七尾コミュニティカレッジ[注 9]」と称した公開講座が行われていた。

## 卒業後の進路について

### 編入学・進学実績
- 東北大学・静岡大学・三重大学・滋賀大学・京都大学・大阪外国語大学・日本福祉大学・下関市立大学・東京情報大学・駒澤大学・大東文化大学・横浜商科大学・新潟経営大学・新潟産業大学・高岡法科大学・金沢学院大学・岐阜経済大学・浜松大学・愛知学院大学・名古屋経済大学・名古屋学院大学・追手門学院大学・芦屋大学ほか。